# Лабуристичка странка БиХ
Лабуристичка странка Босне и Херцеговине је политичка странка која делује у Босни и Херцеговини са сједиштем у Великој Кладуши, Унско-сански кантон у Федерацији Босне и Херцеговине, која служи као њена главна база. Странку је 2013. године основала Елвира Абдић-Јеленовић. Предсједник партије је Елвира Абдић Јеленовић, ћерка бившег предсједника АП Западна Босна Фикрета Абдића, утицајног политичара и бизнисмена из региона.

## Историјат
Лабуристичка странка БиХ основана је 28. децембра 2013. у Великој Кладуши. Странка је основана по узору на остале лабуристичке радничке странке у свијету. Примарно ангажовање странке су обесправљени радници бившег Агрокомерца, некада економског гиганта са сједиштем у Великој Кладуши чији је директор био Фикрет Абдић. Оснивачица и предсједница странке је његова кћерка Елвира Абдић-Јеленовић. Странка је настала издвајањем из Демократске народне заједнице, странке коју је основао и чији је био потпредсједник Фикрет Абдић након унутарстраначког сукоба.

## Програм
Лабуристи се залажу за изградњу Босне и Херцеговине, као социјалне и правне државе са пуним вјерским слободама, развој тржишне економије, децентрализацију и социјалну правду. ЛС БиХ се залаже и за равноправност конститутивних народа, Бошњака, Срба, Хрвата и осталих, те за интеграцију БиХ у Европску унију и НАТО. ЛС БиХ исказује посебан интерес за ветеране Народне одбране, Армије Западне Босне. Странка има снажан регионални карактер, те се сходно томе залаже за помирење Крајишника и развој Унско-санског кантона.